# Bioko
Bioko je otok v Gvinejskem zalivu, najsevernejši in največji iz skupine ognjeniških otokov, skupno imenovanih »kamerunska veriga«. Pripada Ekvatorialni Gvineji, ob njegovi severni obali stoji tudi Malabo, glavno mesto te države. Jugozahodno od njega sta otoka São Tomé in Príncipe, ozemlje države Sveti Tomaž in Princ.

## Geografija
Dviga se iz kontinentalne police 32 km od obale Kameruna. V prazgodovini je predstavljal rt, povezan s celino, od katere se je ločil, ko se je oceanska gladina dvignila ob koncu zadnje ledene dobe pred 12.000 leti. Njegova površina znaša 2017 km².
Površje sestavljajo trije ognjeniki, ki se ob vznožju stikajo. Od jugozahoda proti severovzhodu si sledijo 2260 m visoki San Carlos, najvišji, 3007 m visoki Santa Isabel (tudi Pico Basilé) in 2009 m visoki San Joaquin (tudi Pico Biao do Moka). Slednji ima vrh, seseden v kaldero s kraterskim jezerom. Vsi so bili aktivni v zadnjih 2000 letih.
Jugozahodni del otoka je zelo vlažen, količina padavin ponekod presega 10.000 mm na leto. Podnebje je na nižjih nadmorskih višinah tropsko, nad 1500 m uspeva odprt višinski gozd, nad 2500 m pa subalpinska travišča. Na Bioku uspevajo številne ogrožene vrste živih bitij, posebej ptiči in primati, k čemur pripomore velik razpon nadmorskih višin. Okolje je tam zaradi neposeljenosti skoraj popolnoma ohranjeno.

## Prebivalstvo
Poselitev je skoncentrirana na nižinskem severovzhodnem delu Bioka. Po oceni živi tam 124.000 ljudi, večinoma pripadnikov bantujskega ljudstva Bubi. Kmetijstvo je tradicionalno glavna gospodarska dejavnost, nekoč so bile uspešne predvsem plantaže kakava, ki pa so zaradi spleta okoliščin skoraj propadle. V zadnjih desetletjih se je razvilo izkoriščanje zemeljskega plina v vrtinah pred obalo, ki ga prečiščujejo v rafineriji na otoku in izvažajo s tankerji.

## Zgodovina
Pred prihodom Evropejcev so otok poseljevala različna bantujska plemena. Leta 1472 ga je odkril pomorščak Fernão do Pó in ga poimenoval Formosa, dve leti kasneje ga je Portugalska razglasila za svojo kolonijo in preimenovala po odkritelju Fernando Póo. Leta 1778 ga je Portugalska predala Španiji v zameno za nekaj ozemlja v Južni Ameriki, Španci pa so ga nekaj časa upravljali iz Buenos Airesa (takrat v španski lasti). Od njih so ga najeli Britanci, ki so leta 1827 ustanovili mesto Malabo, takrat poimenovano Port Clarence, kot vojaško bazo v spopadu s trgovci s sužnji v tem delu Afrike. Ko so se leta 1843 preselili na celino, so naselje prevzeli Španci in ga preimenovali Santa Isabel. Otoki skupaj s celinskim delom so bili del kolonije Španska Gvineja. Na Bioko je v času britanske uprave prišla raznolika skupnost osvobojenih sužnjev, zahodnoafriških kreolov in belih naseljencev. Sprva so se ukvarjali s pridelavo palmovega olja, potem pa je otok postal najpomembnejši center pridelave kakava v vsej Afriki.
Domorodno ljudstvo Bubi je bilo tarča genocida, ko je po osamosvojitvi Ekvatorialne Gvineje leta 1968 prišel na oblast ekscentrični diktator Francisco Macías Nguema. Takrat je otok zaradi nasilja zapustilo tudi 35.000 nigerijskih migrantskih delavcev na plantažah kakava. Z Zakonom o obveznem delu (1972) jih je Macías Nguema nadomestil z delavci iz svojega ljudstva Fang, ki pa zaradi neznanja niso mogli vzdrževati proizvodnje. Otok je takrat preimenoval Macías Nguema Biyogo po sebi. Gospodarska situacija se je izboljšala po njegovem strmoglavljenju in še posebej v 1990. letih na račun odkritja zalog zemeljskega plina pred obalo otoka, vendar je Bioko skupaj s preostankom države še vedno nerazvit.